# Robert Jasper Grootveld

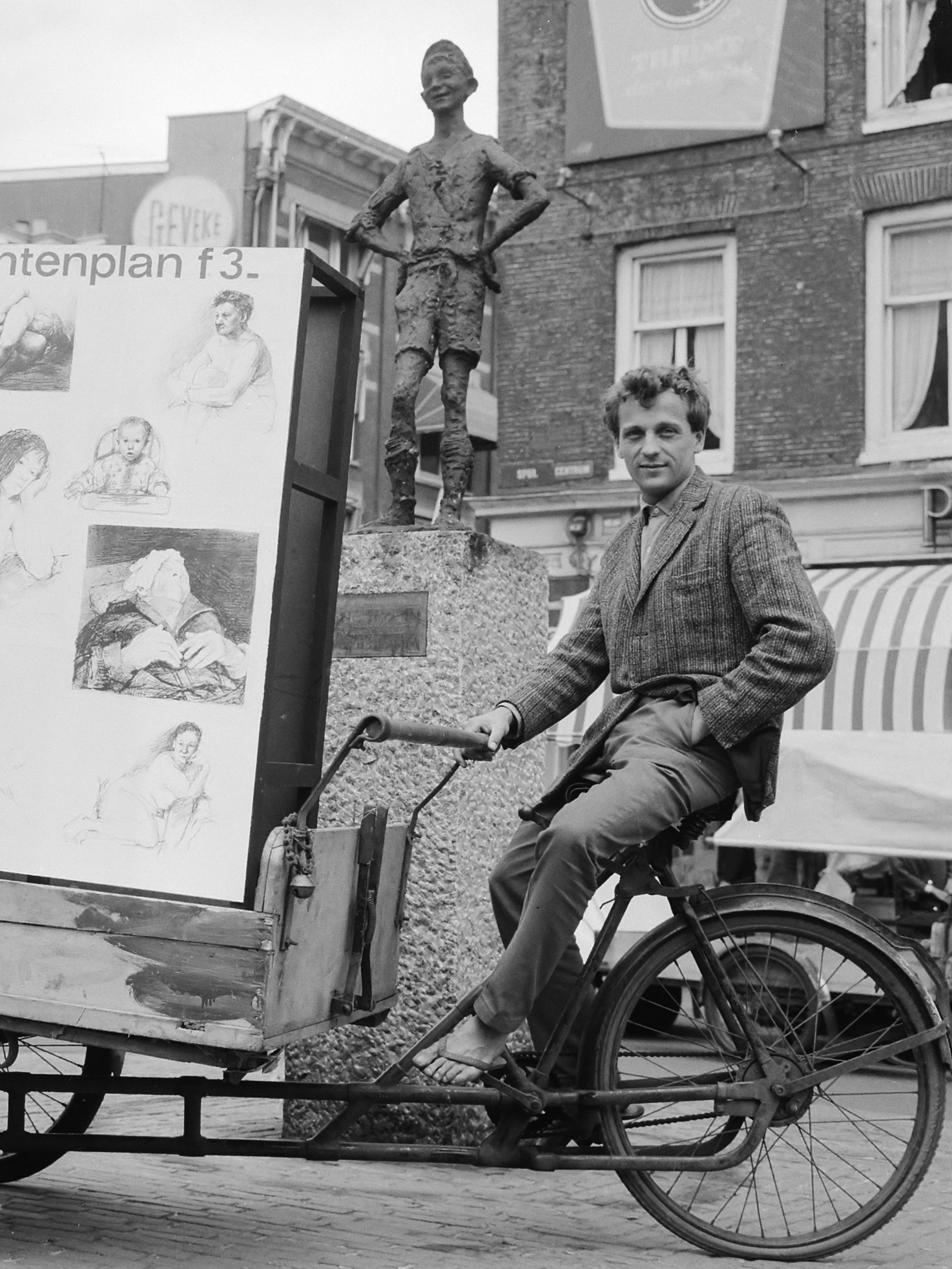
Robert Jasper Grootveld (1964)

Robert Jasper Grootveld (Amsterdam, 19 juli 1932 – aldaar, 26 februari 2009) was een Nederlands kunstenaar die vooral bekend werd door zijn happenings op het Spui in Amsterdam. Grootveld was een voorloper van de provobeweging, waarbij hij zich later aansloot.

## Biografie
Grootveld was een zoon van Frits Grootveld, een Amsterdamse timmerman en lid van de vrijdenkersvereniging De Dageraad. In 1954 werd Grootveld ijscoventer en verdiende goed, maar was ontevreden. Tijdens een fietstocht per bakfiets naar Parijs realiseerde hij zich dat hij beroemd wilde worden. Eerst maakte hij nog een uitstapje in de journalistiek: in opdracht van Jan Vrijman deed hij onderzoek onder de aanhangers van Lou de Palingboer. Daarna werd Grootveld glazenwasser van het Hirsch-gebouw aan het Leidseplein en in 1961 werd hij anti-rookmagiër, zoals hij het zelf noemde. Op allerlei affiches met reclame voor sigaretten zette hij een grote letter 'K' (voor kanker). In december 1961 werd hij hiervoor gearresteerd en gevangengezet.
Vervolgens organiseerde hij manifestaties, zogenaamde 'happenings', in een tot 'anti-rooktempel' omgedoopte werkplaats van Nicolaas Kroese aan de Korte Leidsedwarsstraat in Amsterdam. Onder de toeschouwers bevonden zich Harry Mulisch en Ramses Shaffy. Enkele weken na de ingebruikname stak Grootveld de tempel per ongeluk in brand. Hij werd hiervoor tot een voorwaardelijke gevangenisstraf veroordeeld. Grootveld had in deze periode ook contact met Bart Huges, met wie hij een symbool ontwierp – een appel in een driehoek – voor Amsterdam als magisch centrum in de delta. Grootveld, volgens eigen zeggen al vanaf zijn derde levensjaar in de ban van Sinterklaas, predikte toen al enkele jaren dat "Klaas komt".
Vanaf 1964 vonden de happenings van Grootveld plaats op het Spui. Grootveld danste vreemd uitgedost om het beeld Het Lieverdje in een wolk van zijn eigen sigarettenrook, terwijl hij allerlei bezweringen riep, die door het publiek werden overgenomen. De bekendste waren: "Uche, uche, uche" en "Klaas komt". In deze ceremonies maakte hij zich naar eigen zeggen tot exhibitionist van zijn eigen verslaving: door zijn eigen verslaving te ritualiseren kaartte hij de grotere maatschappelijke verslavingen aan van de consumptiemaatschappij en de macht van reclame & media hierbinnen, de 'publicity, publicity, publicity'. In 1966 richtte Grootveld de zogeheten 'Klaasbank' op, en op 3 november 1966 nam hij in het Vondelpark een speakers' corner in gebruik.
Met de schilder Theo Kley richtte hij het Exotisch Kitsch Conservatorium op, dat weer overging in de Insekten-sekte/het deskundologisch laboratorium, waarbij ook Aat Veldhoen, Simon Vinkenoog, Max Reneman en Ernst Vijlbrief betrokken waren. 
Al in 1955 ontwikkelde Grootveld zich tot vlottenbouwer. Zijn eerste vlot Freya, samengesteld uit in de grachten gevonden afval, werd echter door de gemeente naar de vuilstort gesleept. Zijn latere "drijvende tuinen" vervaardigde hij van blokken piepschuim die met synthetisch doek werden omwikkeld, waarna er om het geheel een net werd geknoopt. Op de vlotten werd aarde gestort zodat er planten konden groeien. Het stadsdeel Zeeburg gebruikte enkele van zijn drijvende tuinen voor de herinrichting van het Oostelijk Havengebied.
Grootveld woonde de laatste jaren van zijn leven in het verzorgingshuis Sint Jacob, waar hij in februari 2009 overleed. Hij werd begraven op de begraafplaats Zorgvlied.